# 동경 57도
동경 57도(東經57度)는 본초 자오선에서 동쪽으로 57도 떨어진 경선이다. 북극점에서 시작하여 북극해, 유럽, 아시아, 인도양, 남극해, 남극을 거쳐 남극점에 이른다.
동경 57도는 서경 123도와 이어져 지구의 둘레를 이룬다.
북극점에서 남극점까지 동경 57도선은 다음 지역을 지나간다.
| 좌표                                                  | 나라, 지역, 해역 | 주석 |
| ----------------------------------------------------- | ---------------- | --- |
| 북위 90° 0′ 동경 57° 0′  / 북위 90.000° 동경 57.000°  | 북극해           | |
| 북위 81° 32′ 동경 57° 0′  / 북위 81.533° 동경 57.000° | 러시아           | 제믈랴프란차이오시파 제도의 카를라알렉산드라 섬, 젝소나 섬, 파예라 섬, 치글레라 섬, 솔스베리 섬, 마크클린토카 섬 |
| 북위 80° 3′ 동경 57° 0′  / 북위 80.050° 동경 57.000°  | 바렌츠해         | |
| 북위 75° 22′ 동경 57° 0′  / 북위 75.367° 동경 57.000° | 러시아           | 노바야젬랴 섬의 세베르니 섬                                                                                      |
| 북위 73° 19′ 동경 57° 0′  / 북위 73.317° 동경 57.000° | 카라해           | |
| 북위 70° 51′ 동경 57° 0′  / 북위 70.850° 동경 57.000° | 러시아           | 노바야젬랴 섬의 유즈니 섬                                                                                        |
| 북위 70° 29′ 동경 57° 0′  / 북위 70.483° 동경 57.000° | 바렌츠해         | 페초르스키예 해                                                                                                  |
| 북위 68° 32′ 동경 57° 0′  / 북위 68.533° 동경 57.000° | 러시아           | |
| 북위 51° 3′ 동경 57° 0′  / 북위 51.050° 동경 57.000°  | 카자흐스탄       | |
| 북위 45° 14′ 동경 57° 0′  / 북위 45.233° 동경 57.000° | 우즈베키스탄     | |
| 북위 41° 54′ 동경 57° 0′  / 북위 41.900° 동경 57.000° | 투르크메니스탄   | |
| 북위 41° 36′ 동경 57° 0′  / 북위 41.600° 동경 57.000° | 우즈베키스탄     | |
| 북위 41° 15′ 동경 57° 0′  / 북위 41.250° 동경 57.000° | 투르크메니스탄   | |
| 북위 38° 10′ 동경 57° 0′  / 북위 38.167° 동경 57.000° | 이란             | |
| 북위 26° 50′ 동경 57° 0′  / 북위 26.833° 동경 57.000° | 오만만           | |
| 북위 24° 4′ 동경 57° 0′  / 북위 24.067° 동경 57.000°  | 오만             | |
| 북위 18° 50′ 동경 57° 0′  / 북위 18.833° 동경 57.000° | 인도양           | 모리셔스 아갈레가 제도의 바로 동쪽을 지나감 모리셔스 섬의 바로 서쪽을 지나감                                     |
| 남위 60° 0′ 동경 57° 0′  / 남위 60.000° 동경 57.000°  | 남극해           | |
| 남위 66° 27′ 동경 57° 0′  / 남위 66.450° 동경 57.000° | 남극             | 오스트레일리아령 남극 지역, 오스트레일리아가 영유권을 주장한다.                                                  |
| 남위 66° 42′ 동경 57° 0′  / 남위 66.700° 동경 57.000° | 남극해           | |
| 남위 66° 59′ 동경 57° 0′  / 남위 66.983° 동경 57.000° | 남극             | 오스트레일리아령 남극 지역, 오스트레일리아가 영유권을 주장한다.                                                  |

## 같이 보기
- 동경 56도
- 동경 58도